# Violet Trefusis

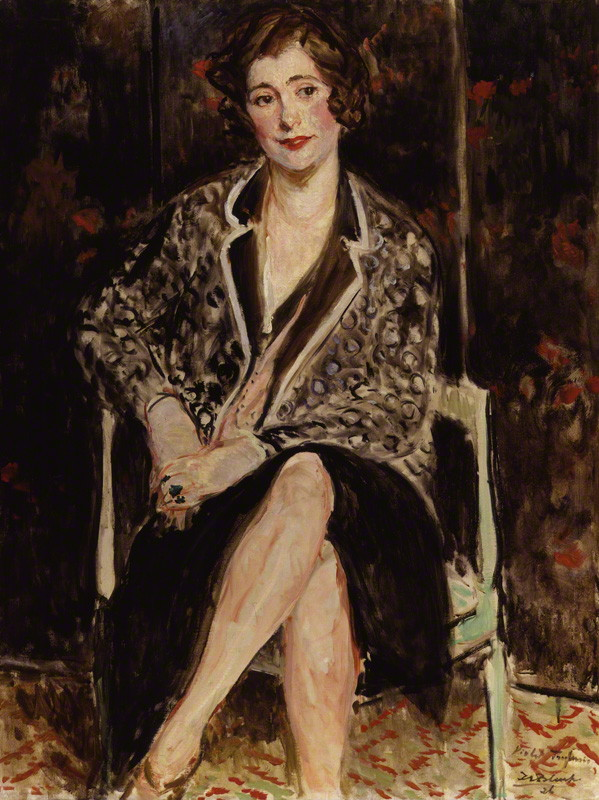
Violet Trefusis

Violet Trefusis z domu Keppel (ur. 6 czerwca 1894, zm. 1 marca 1972) – brytyjska arystokratka i pisarka, starsza córka George’a Keppela i Alice Edmonstone, córki Williama EdmonStone’a, 4. baroneta, kochanki króla Edwarda VII. George Keppel nie był najprawdopodobniej biologicznym ojcem Violet. Był nim prawdopodobnie jeden z licznych kochanków jej matki, z których najpoważniejszym kandydatem na ojca Violet jest bankier William Becket.
Dzieciństwo spędziła w Londynie, w domu przy Portman Square. W 1900 r. urodziła się młodsza siostra Violet, Sonia, która tym razem była dzieckiem George’a Keppela. Mając 10 lat Violet poznała o dwa lata starszą Vitę Sackville-West. Przez kilka lat chodziły razem do jednej szkoły. W 1908 r. Violet wyznała Vicie miłość i ofiarowała jej pierścionek. Po śmierci króla Edwarda w 1910 r. Violet z matką opuściły Anglię na dwa lata. Po powrocie okazało się, że Vita zaręczyła się z Haroldem Nicolsonem i, mimo sprzeciwów Violet, poślubiła go w październiku 1913 r.
Violet i Vita spotkały się ponownie w 1918 r. i spędziły razem lato w Kornwalii. W latach 1919, 1920 i 1921 wspólnie spędzały letnie miesiące we Francji. Takie zachowanie groziło skandalem, jako że obie panie były zamężne (16 czerwca 1919 r. Violet poślubiła na polecenie matki majora Denysa Roberta Trefusisa (30 marca 1890 – 2 września 1929), syna pułkownika Johna Trefusisa i Evy Bontein, córki Jamesa Bonteina). Ostateczne zerwanie między kochankami nastąpiło w 1921 r. Ich miłość stała się inspiracją dla Virginii Woolf (kolejnej kochanki Sackville-West) do napisania powieści Orlando.
Violet pozostała na kontynencie i do końca życia mieszkała we Francji i we Włoszech. W 1923 r. została kochanką Winnaretty Singer. Przez jej męża, księcia Edmonda de Polignac została wprowadzona do kręgów kulturalnych Paryża. Podczas II wojny światowej wróciła do Wielkiej Brytanii i działała na rzecz komitetu Wolnej Francji. Po wojnie została za to odznaczona Legią Honorową. Otrzymała również inne odznaczenia, takie jak włoski i francuski Order Zasługi.

## Prace
- Sortie de Secours, 1929
- Echo, 1931
- Broderie Anglaise, 1935
- Hunt the Slipper, 1937
- Pirates at Play, 1950
- Don't Look Round:Her Reminiscences, 1952
- Memoires of an armchair, 1960
- From Dusk to Dawn, 1972